# Villers-Bretonneux
Villers-Bretonneux település Franciaországban, Somme megyében. Lakosainak száma 4644 fő (2022. január 1.). Villers-Bretonneux Fouilloy, Aubercourt, Aubigny, Cachy, Démuin, Hamelet, Hangard, Lamotte-Warfusée és Marcelcave községekkel határos.
Az első világháborúban a településnél zajló ütközetben csaptak össze harckocsik először egymással. 1918. április 24-én egy német A7V tanknak sikerült megsemmisítenie két brit Mark IV-est. Később egy brit tank kilőtte.

## Népesség
A település népessége az elmúlt években az alábbi módon változott:
| Lakosok száma | 4235 | 4387 | 4477 | 4464 | 4482 | 4592 | 4637 | 4640 | 4644 |
|               | 2013 | 2015 | 2016 | 2017 | 2018 | 2019 | 2020 | 2021 | 2022 |